# Glenea glauca
Glenea glauca é uma espécie de escaravelho da família Cerambycidae. Foi descrito por Newman em 1842.